# Универсальные десантные корабли типа «Тарава»
Универсальные десантные корабли типа «Тарава» — тип универсальных десантных кораблей ВМС США, построенных в 1971—1978 годах. Названы в память о битве за Тараву. 
На 2011 год в строю находился только один корабль данной серии; в 2015 году он был выведен из состава флота.

## Назначение
Корабли этого типа были созданы специально для обеспечения транспортировки морем и высадки на необорудованное побережье полностью укомплектованного экспедиционного батальона морской пехоты (около 1900 человек), управления силами десанта и оказания ему авиационной поддержки силами эскадрильи самолётов с вертикальным взлётом.

## История строительства
Универсальные десантные корабли типа «Тарава» были разработаны по заказу командования ВМС США. Аванпроекты кораблей нового типа были предложены на рассмотрение командования в 1967 году тремя судостроительными компаниями: General Dynamics Corp., Litton Industries, Inc. и Newport News Shipbuilding & Dry Dock Co. (филиал корпорации Tenneco Corp.). Тактико-техническое задание предусматривало проектирование корабля, способного доставить к месту проведения морской десантной операции батальонную десантную группу морской пехоты с десантно-высадочными средствами на борту и летательными аппаратами для обеспечения воздушного компонента десантной операции. 
В мае 1968 года было объявлено о победе проекта, предложенного Litton Industries. В эскизный проект были внесены некоторые изменения и 1 мая 1969 года был заключён контракт с Litton Industries на постройку серии из 5 кораблей. Строительство кораблей велось в 1971—1978 годах.
Подрядчик
Верфь Ingalls West фирмы Litton Systems, г. Паскагула.

## Конструкция
Корпуса кораблей типа «Тарава» сформированы из 6 готовых модулей, каждый из которых, в свою очередь, собран из нескольких секций. Модули ещё до сборки насыщались механизмами и оборудованием, поэтому корабли серии спускались на воду в высокой степени готовности.
Корабли типа «Тарава» мало чем отличаются от лёгких авианосцев и имеют сплошную полётную палубу и 5-ярусную надстройку островного типа, размещённую посередине корабля со смещением к правому борту.
Корпус «Таравы» выполнен целиком из стали и имеет 8 палуб и платформ. При изготовлении надстройки использовались алюминиевые сплавы. Корабль типа «Тарава» имеет около 1400 помещений.
В кормовой части корабля находится подпалубный ангар для вертолётов и самолётов, обслуживаемый двумя лифтами (кормовым и бортовым) грузоподъёмностью по 25,5 т. 
Ниже ангара расположена доковая камера. В доковой камере предусмотрена система полуавтоматической швартовки десантных плавсредств.
Для ремонта десантных катеров и техники десанта есть специальная мастерская.
Доковая камера корабля П-образной формы имеет в длину 81,8 м, в ширину — 23,8 м. Общая вместимость балластных цистерн — 12 000 тонн морской воды; производительность каждого из имеющихся на корабле балластных насосов — 1370 м³/ч.  В средней и носовой частях камера разделена швартовным пирсом, который делит её на два рукава — правого и левого борта. 
В нос от доковой камеры располагаются трюмы для подвижной техники и других грузов десанта. Верхний танковый трюм, протяжённость которого составляет около 45 % длины корабля, занимает по высоте два межпалубных пространства. Подвижная техника передвигается по кораблю своим ходом по аппарелям. Для вертикального перемещения грузов десанта конструкторами корабля предусмотрено 5 грузовых элеваторов и 2 пассажирских лифта. Большинство грузов десанта пакетировано и хранится в трюмах на специальных поддонах.
Жилые помещения десантников и экипажа корабля находятся в нос от миделя на пятой и шестой палубах, обслуживаются системой кондиционирования. Помимо кубриков, столовых и пищевых кладовых на кораблях типа «Тарава» располагаются комнаты отдыха (с телевизорами), библиотека, фотолаборатория, почтовое отделение, буфеты, бары, автоматы для розничной торговли и т. п.
На корабле имеется специальное помещение площадью 465 м² для акклиматизации и тренировок личного состава десанта в климатических условиях, максимально приближенных к тем, что ожидаются в зоне высадки.
Корабельный медицинский блок способен обслуживать до 300 человек одновременно и включает в себя 4 операционные, 2 рентгеновских, 3 стоматологических, физиотерапевтические кабинеты, аптеку, хранилище крови для переливания, лаборатории, изолятор и другие специальные помещения.
Для обеспечения пожаробезопасности корабля на корабле создана развитая автоматическая система сигнализации из более чем 1000 датчиков, срабатывающих при появлении огня, дыма или взрывоопасной концентрации газов. Конструкция настила полётной палубы исключает возможность попадания на нижние палубы пролитых огнеопасных жидкостей. Авиационный ангар в случае пожарной опасности может быть разделён противопожарными занавесами на 3 изолированных отсека, обслуживаемых противопожарными системами, способными ликвидировать пожар не позднее чем через 30 секунд после его возникновения.
силовая установка
Все корабли типа «Тарава» имеют двухвальную паротурбинную главную энергетическую установку, в которую входят два котла типа V2M-VS паропроизводительностью по 190 т/ч и 2 главных турбозубчатых агрегата (ГТЗА), работающих каждый на свой винт фиксированного шага массой 16 тонн. Имеется также носовое подруливающее устройство мощностью 900 л. с.
Топливные цистерны рассчитаны на приём 5900 тонн топлива. Запасы корабельного топлива могут быть пополнены прямо в море (с танкеров или универсальных транспортов снабжения) при помощи специального оборудования.
Корабль может развивать наибольшую скорость хода 24 узла. Дальность плавания 20-узловым ходом составляет 10000 миль.
Электроэнергетическая установка кораблей «Тарава» суммарной мощностью 14,6 мегаватт включает 4 турбогенератора по 2,5 МВт, 2 дизель-генератора по 2 МВт и 4 дизель-генератора по 150 кВт.

## Десантная способность
Для обеспечения задач десантирования на корабле базируется смешанная авиагруппа, включающая тяжёлые транспортно-десантные вертолёты типа CH-53D Sea Stallion, средние транспортно-десантные вертолёты CH-46D Sea King или CH-46F, лёгкие многоцелевые вертолёты типа UH-1N, боевые вертолёты AH-1Y Sea Cobra.
Штатный состав авиационной группы предусматривает наличие на борту кораблей типа «Тарава» 16 вертолётов CH-46D Sea King, 6 вертолётов CH-53D Sea Stallion и 4 вертолётов UH-1N. Максимально возможное число летательных аппаратов на борту — 43 ед.
На универсальных десантных кораблях типа «Тарава» могут базироваться также до 20 штурмовиков с вертикальным или укороченным взлётом и посадкой AV-8A Harrier или лёгкие самолёты-штурмовики и разведчики OV-10A. На кораблях типа «Тарава» возможно базирование и нескольких вертолётов системы LAMPS: SH-60 и др.
На полётной палубе кораблей имеется 6 постов для заправки вертолётов авиатопливом JP-5. Количество взлётно-посадочных площадок для вертолётов — 9.
Корабли оснащены средствами технической проверки и ремонта вертолётов, имеются ремонтные мастерские по ремонту фюзеляжей, двигателей, гидравлических и пневматических систем и т. п.
Доковая камера может принять 4 универсальных танко-десантных катера типа LCU-1610 (каждый из которых рассчитан на перевозку 3 основных боевых танков или 190 тонн груза, или 350 десантников) или 8 катеров LCM-6 (34 тонны груза или 120 человек). Два катера LCM-6 также могут быть размещены с помощью крана на полётной палубе (в корму от острова). Помимо катеров этих типов, корабли типа «Тарава» способны принимать малые десантные катера LCPL.

## Вооружение
Оборонительное вооружение корабля состоит из 2 зенитно-ракетных комплексов RAM Mk 31 (всего 42 ракеты), 2 20-мм 6-ствольных ЗАУ Mk 15 Phalanx и 8 12,7-мм пулемётов M2.
В состав радиоэлектронного вооружения корабля входит боевая информационно-управляющая система ITAWDS, которая обеспечивает боевое управление базирующимися на корабле самолётами и вертолётами, десантными катерами, системами вооружения и средствами радиоэлектронного противодействия. Основой системы является ЭВМ. Применение ЭВМ позволило сократить число радистов с 73 до 17 человек.
Радиолокационные средства корабля состоят из РЛС обнаружения надводных целей SPS-67(V)3, РЛС обнаружения воздушных целей SPS-40E, РЛС обнаружения воздушных и надводных целей SPS-48E, навигационной РЛС SPS-64(V)9, РЛС управления полётами SPN-35A, РЛС обнаружения и сопровождения воздушных целей Mk 23 mod 3, двух РЛС Mk 90 системы управления огнём ЗАУ Mk 15 Phalanx.
Средства радиоэлектронной борьбы включают станцию РЭБ SLQ-32(V)3, комплекс пассивного радиопротиводействия Mk 36 SRBOC и систему противоторпедной защиты SLQ-25A Nixie.

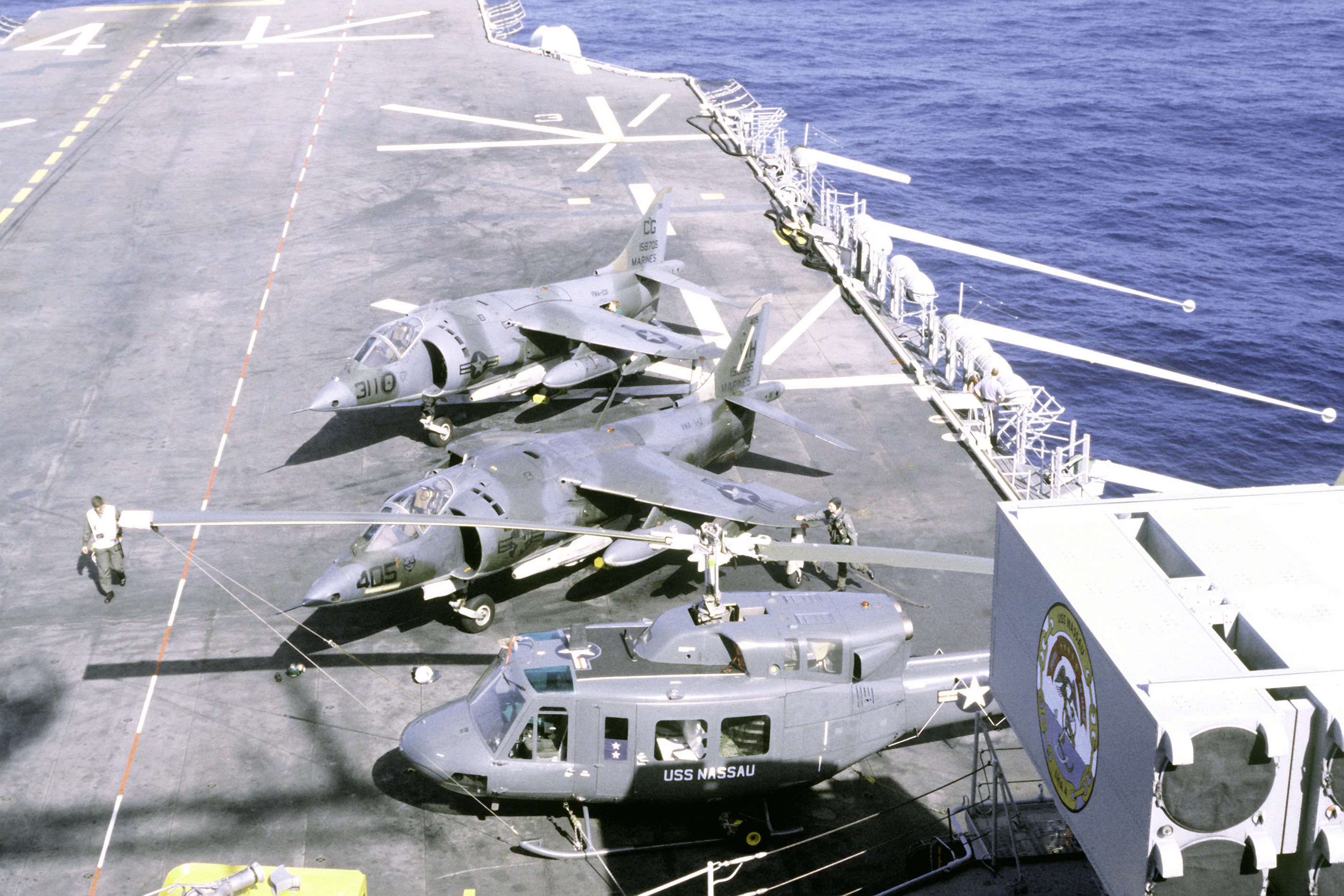
СВВП AV-8A Харриер.
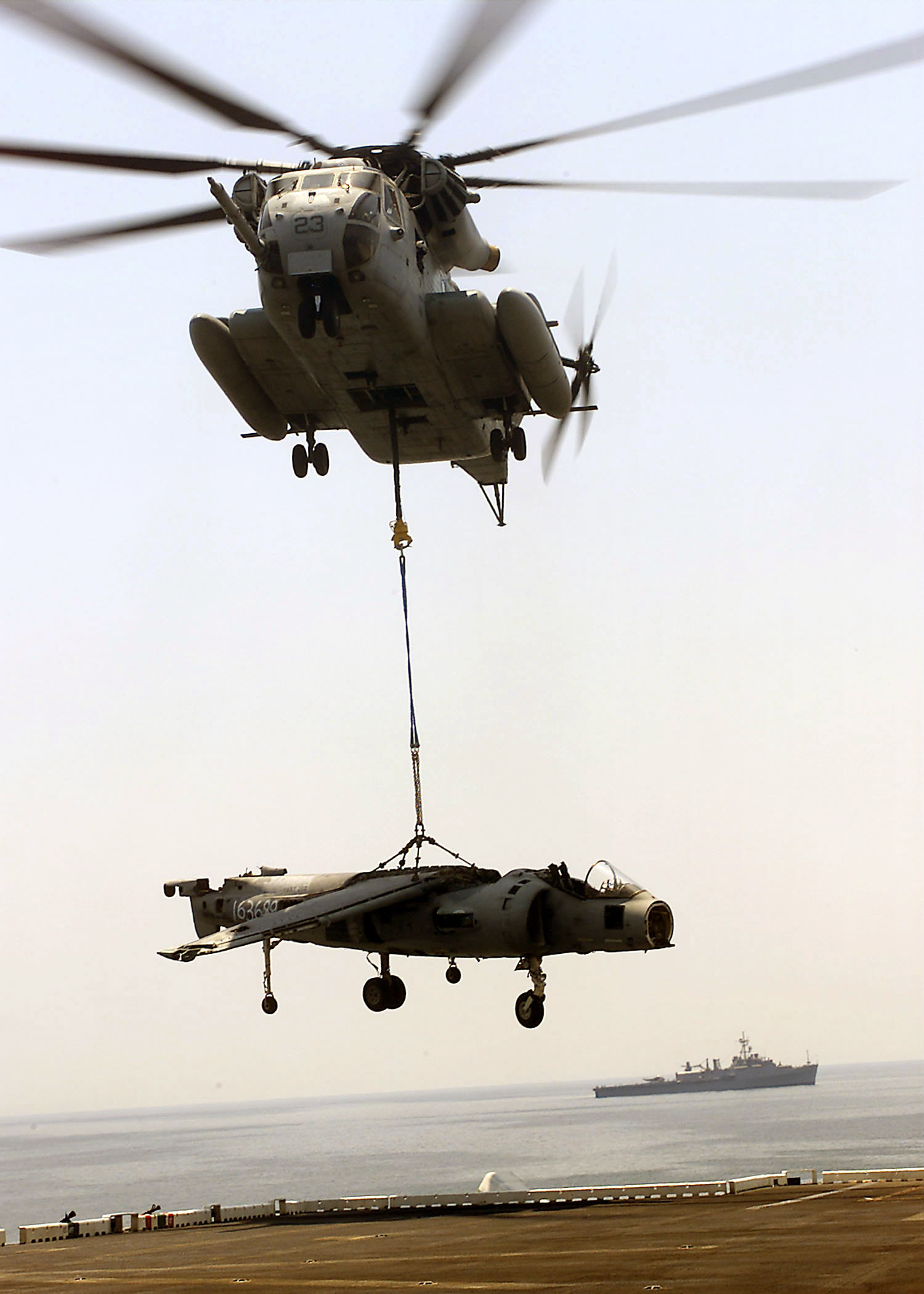
Тяжёлый транспортно-десантный вертолёт CH-53.
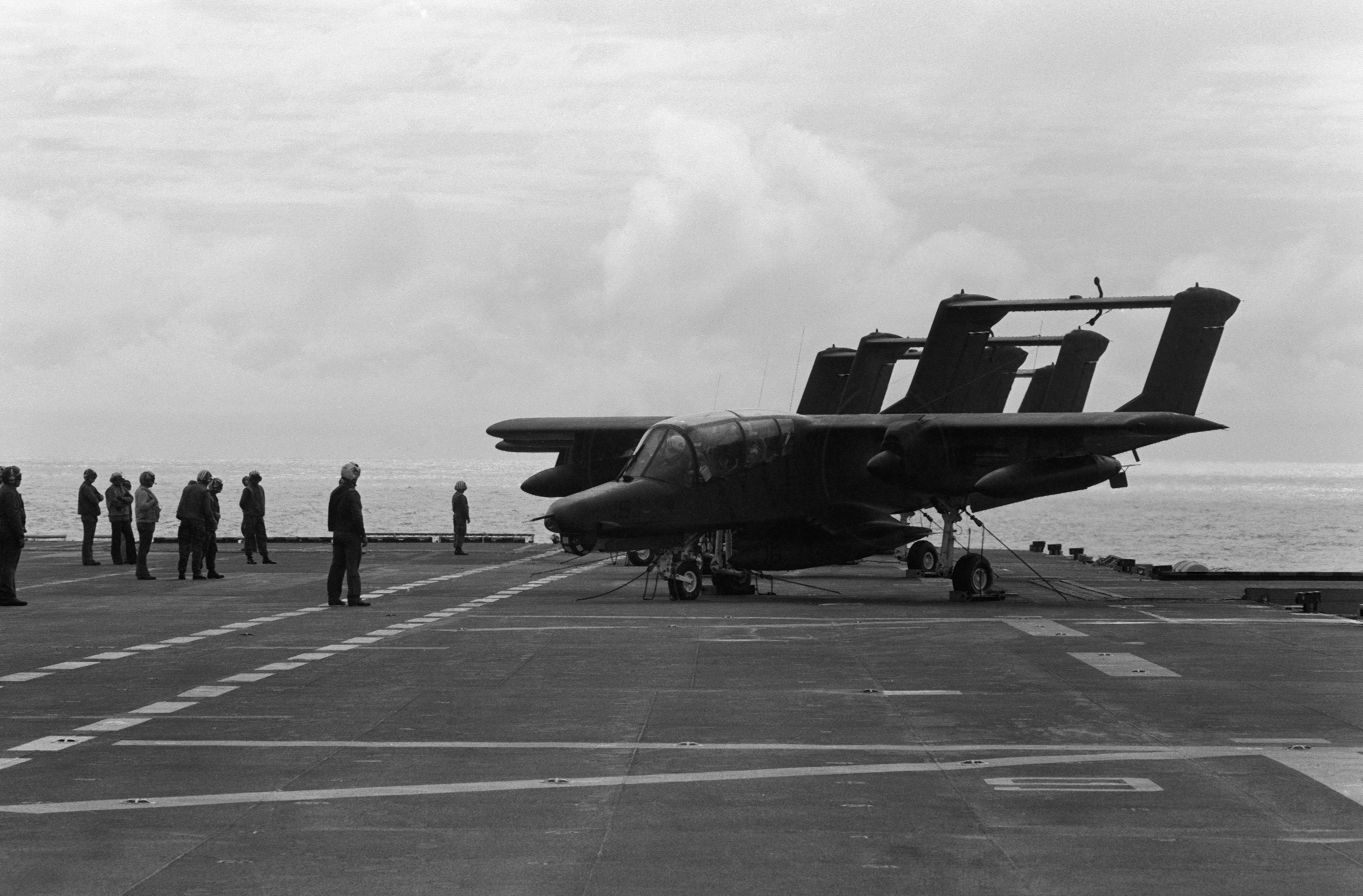
Штурмовик-разведчик «OV-10D» на борту универсального десантного корабля «Нассау»
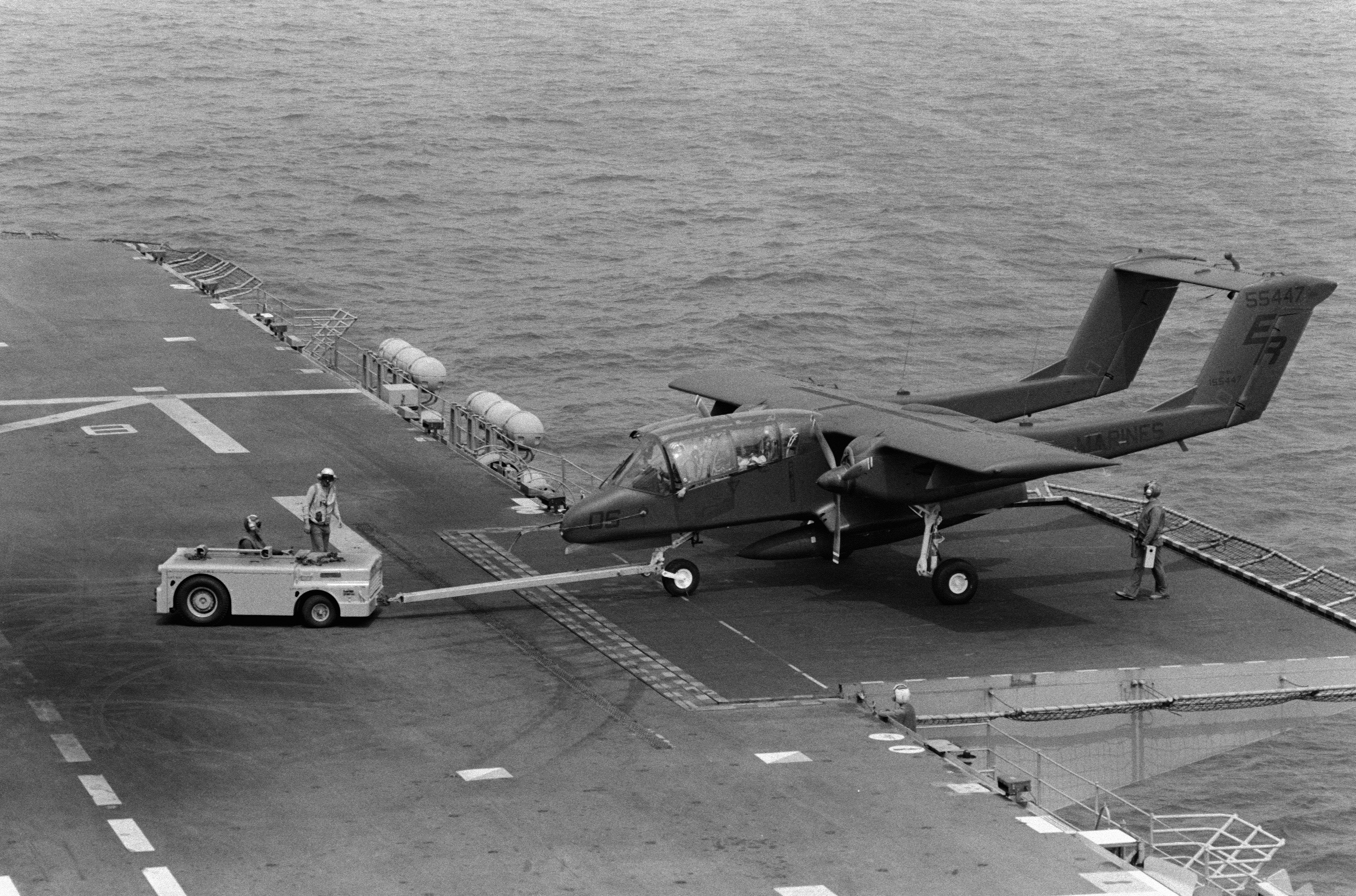
Штурмовик-разведчик «OV-10D» на борту  «Нассау»
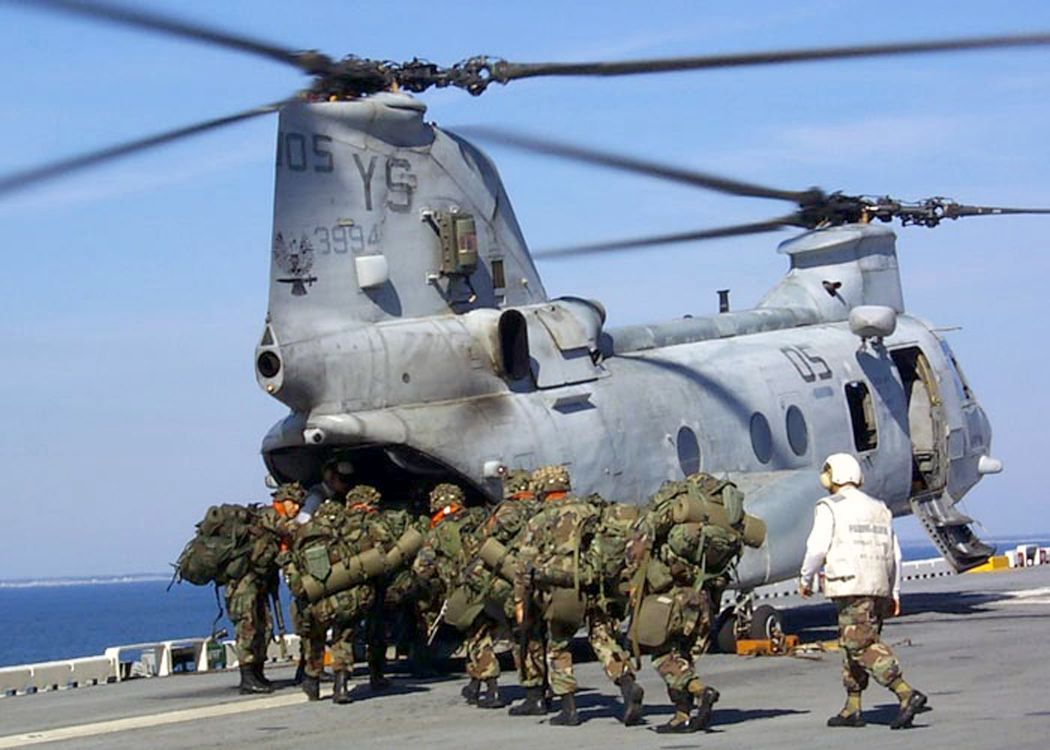
Средний десантный вертолёт CH-46
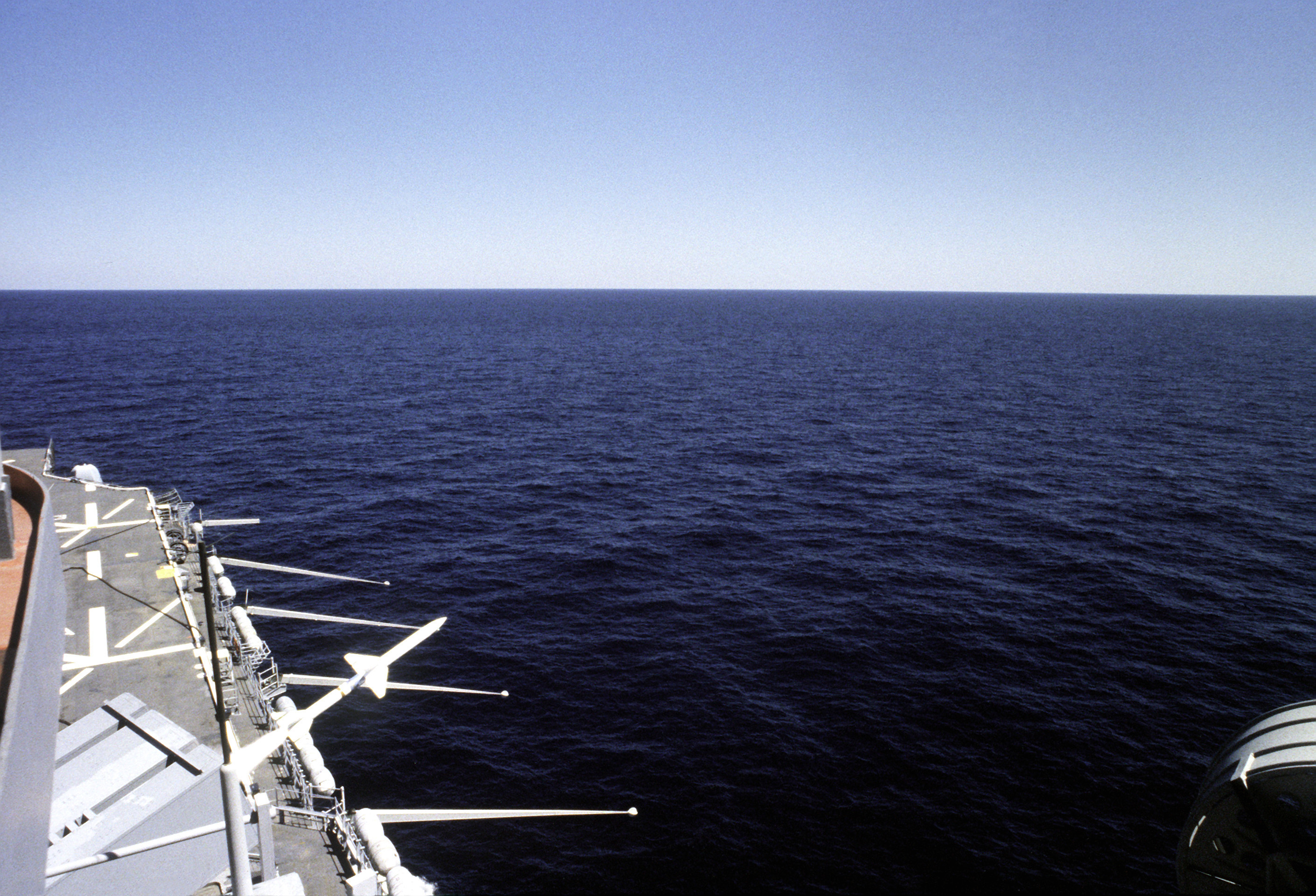

## Представители проекта
| Имя, №           | Заложен           | Спущен            | Вступил в строй     | Выведен из эксплаутации | Судьба                                                             |
| ---------------- | ----------------- | ----------------- | ------------------- | ----------------------- | ------------------------------------------------------------------ |
| Тарава, LHA-1    | 15 ноября 1971 г. | 1 декабря 1973 г. | 29 мая 1976 г.      | 31 марта 2009 г.        | Возможно переоборудование в корабль музей находится в Перл-Харборе |
| Сайпан, LHA-2    | 21 июля 1972 г.   | 18 июля 1974 г    | 15 октября 1977 г.  | 25 апреля 2007 г.       | Утилизировано в Браунсвилле в 2011                                 |
| Белье Вуд, LHA-3 | 5 марта 1973 г.   | 11 апреля 1977 г. | 23 сентября 1978 г. | 28 октября 2005 г.      | 13 июля 2006 года был потоплен в качестве мишени.                  |
| Нассау, LHA-4    | 5 марта 1973 г.   | 21 января 1978 г. | 28 июля 1979 г.     | 31 марта 2011 г.        | Утилизировано в Браунсвилле в 2021                                 |
| Пелелю, LHA-5    | 12 ноября 1976 г. | 25 ноября 1978 г. | 3 мая 1980 г.       | 31 марта 2015 г.        | В резерве, находится в Перл-Харборе                                |

## Боевая служба
Использовались во время Войны в Персидском заливе (1991), Войны в Ираке (2003) и ряде других локальных конфликтов с участием сил морской пехоты США.

## Инциденты
Утром 17 января 2001 года в гавани Гонконга во время спуска были потеряны якорь и цепь USS Tarawa (LHA-1).

## Галерея

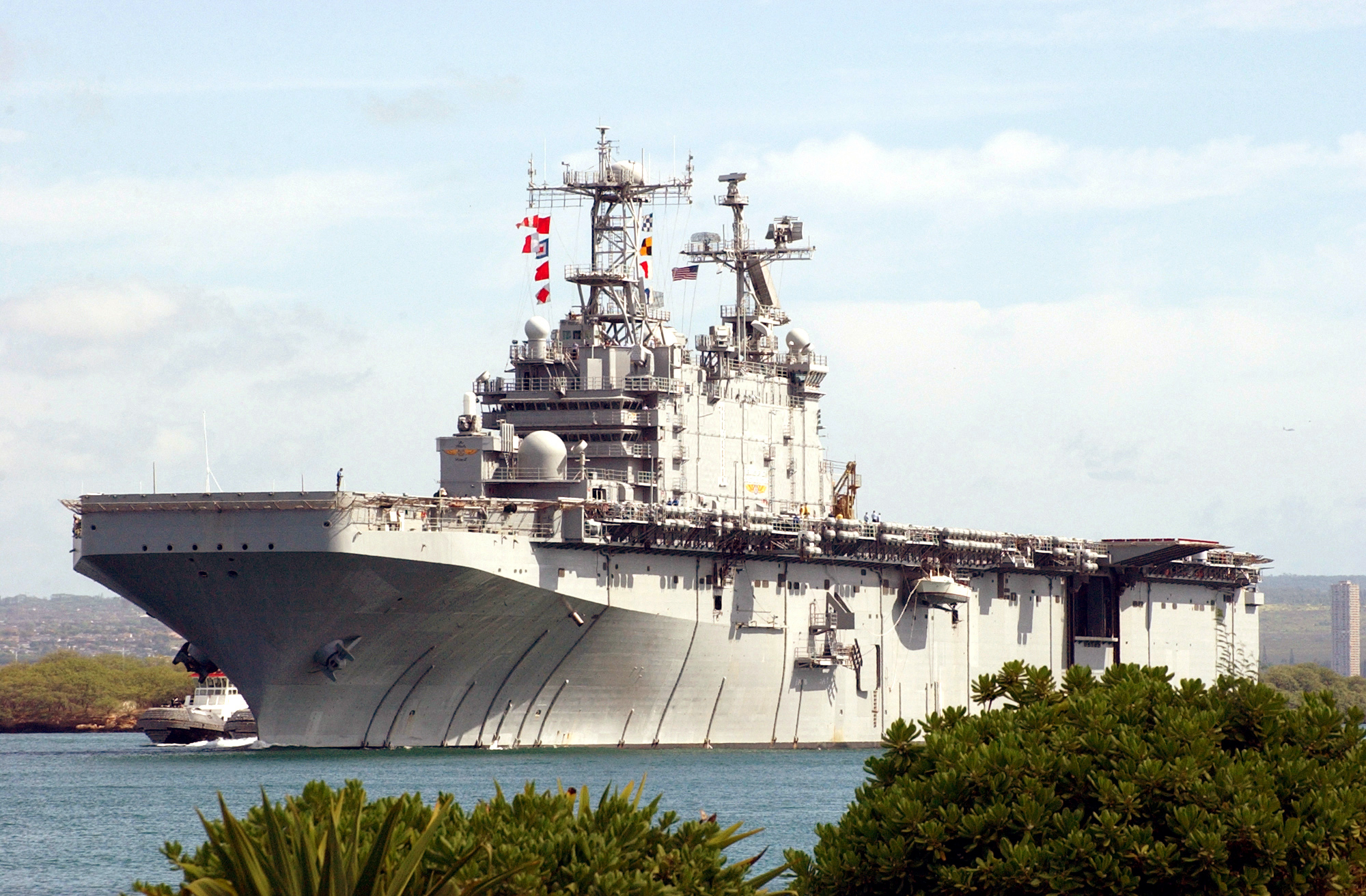
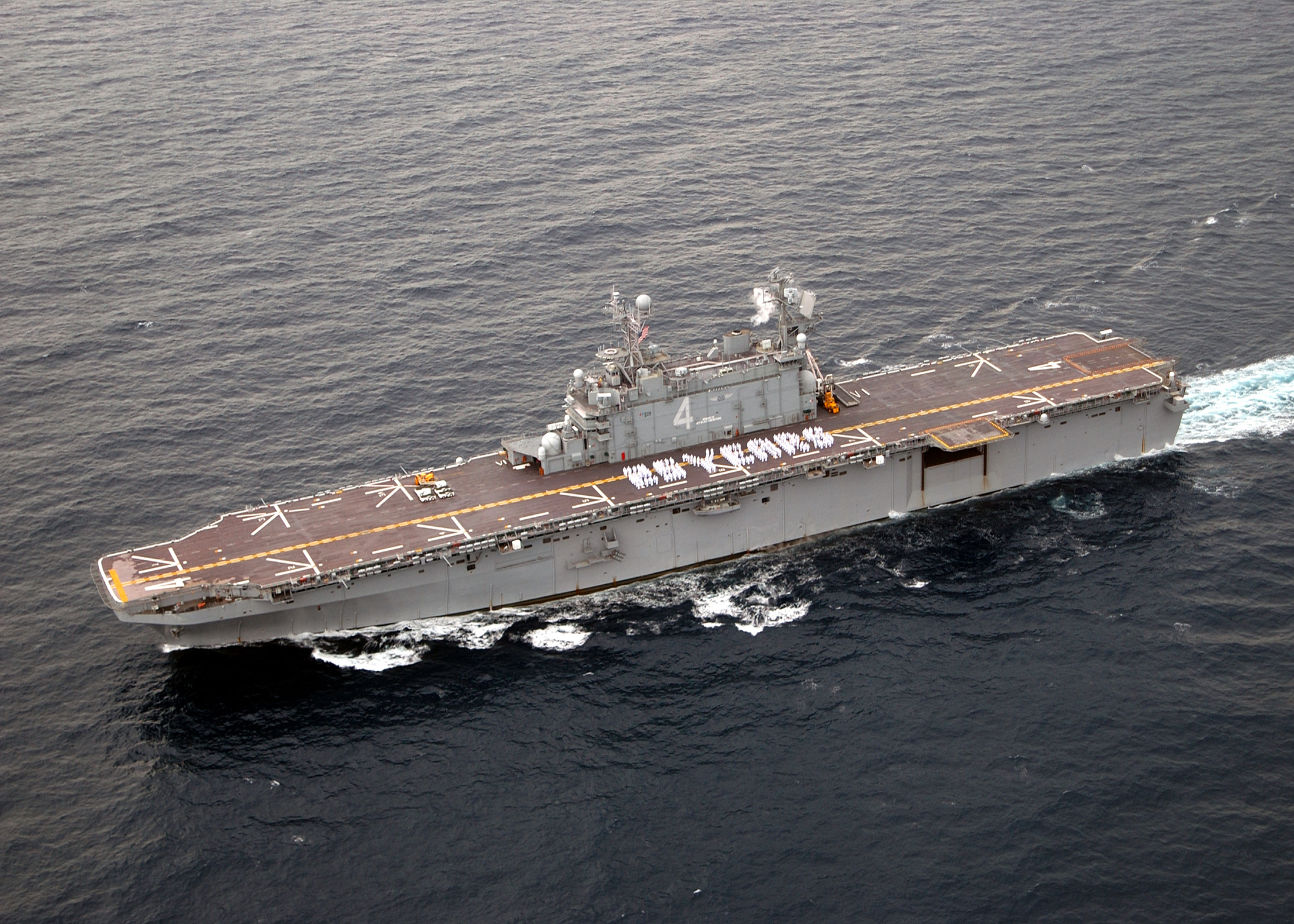
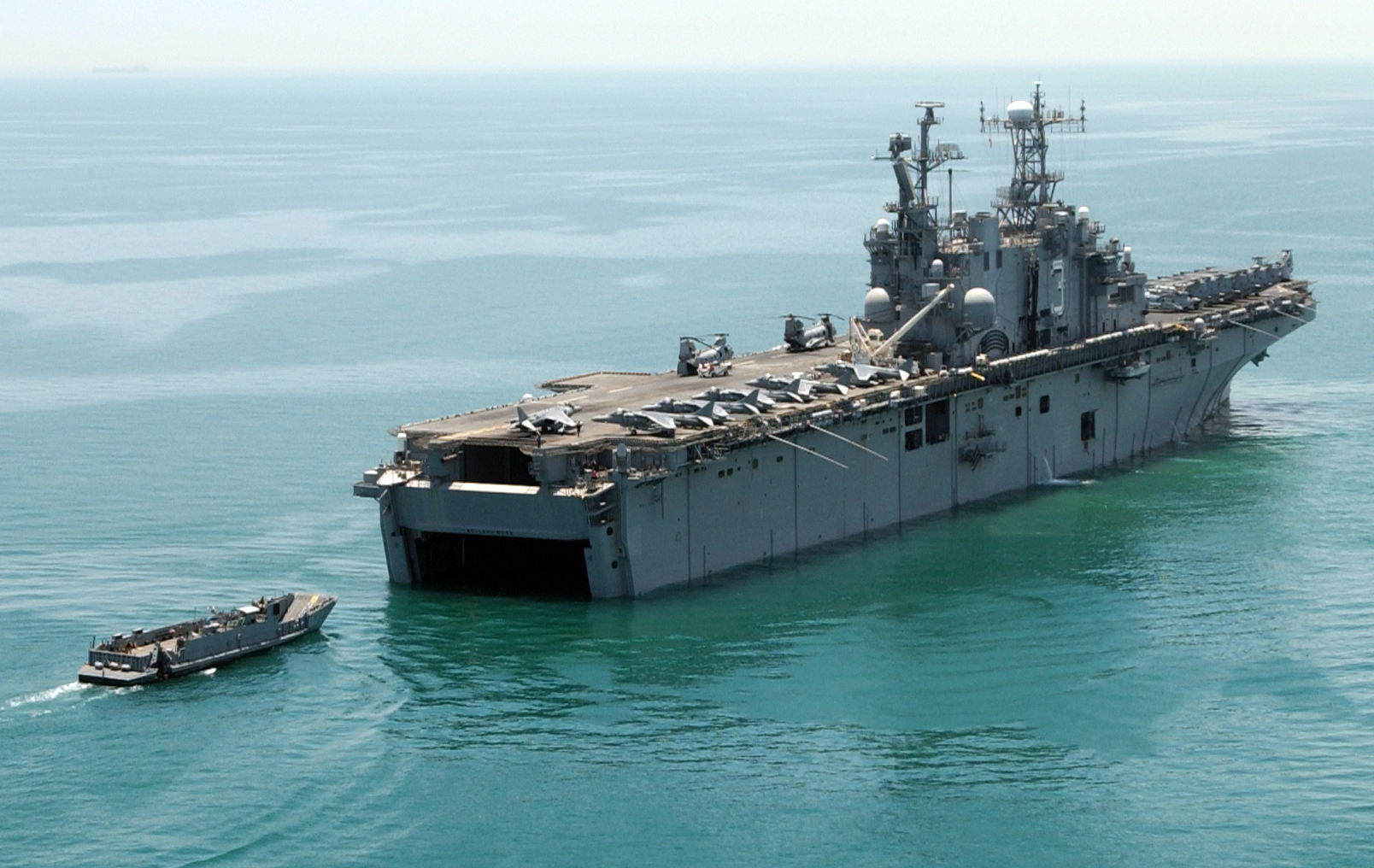
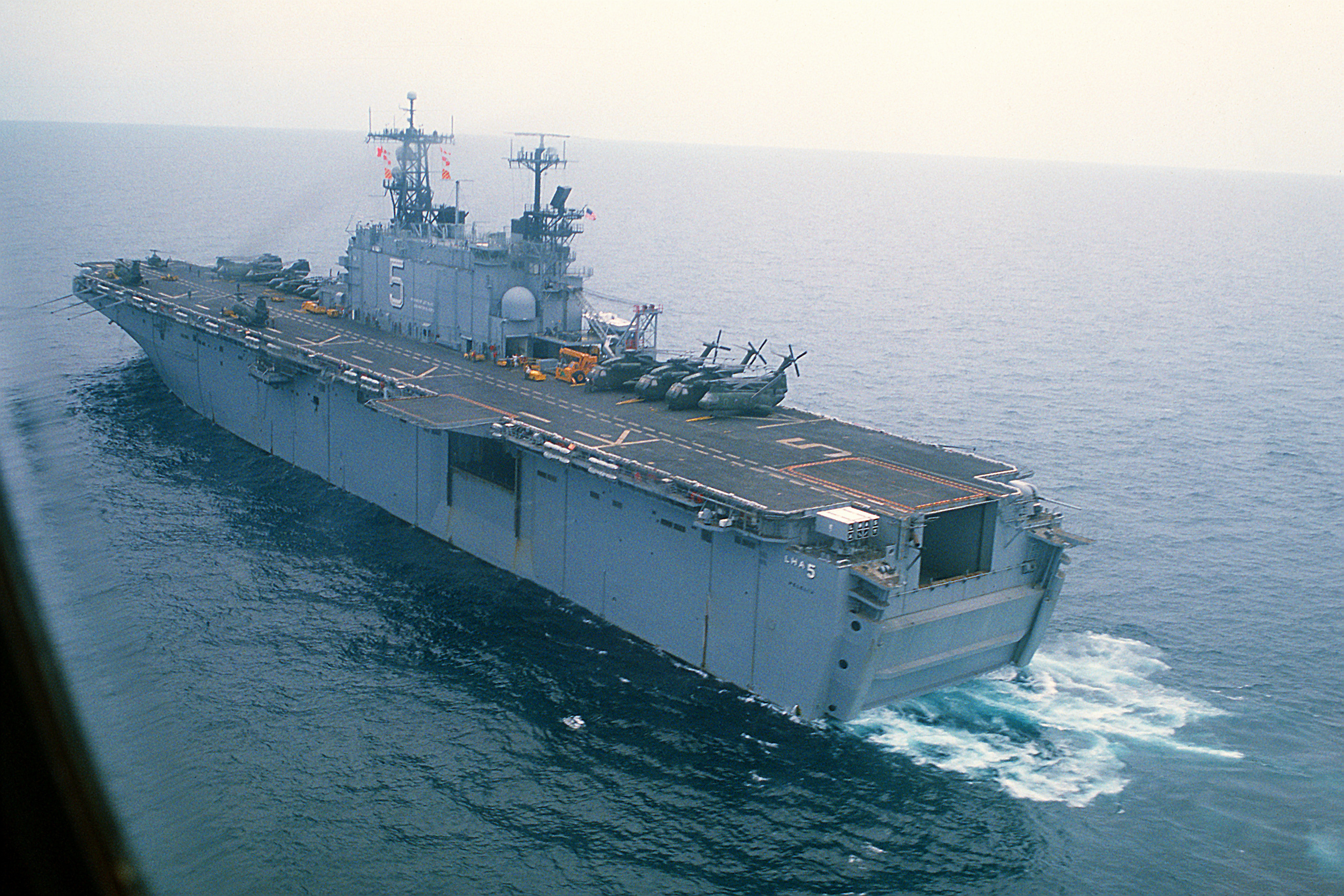
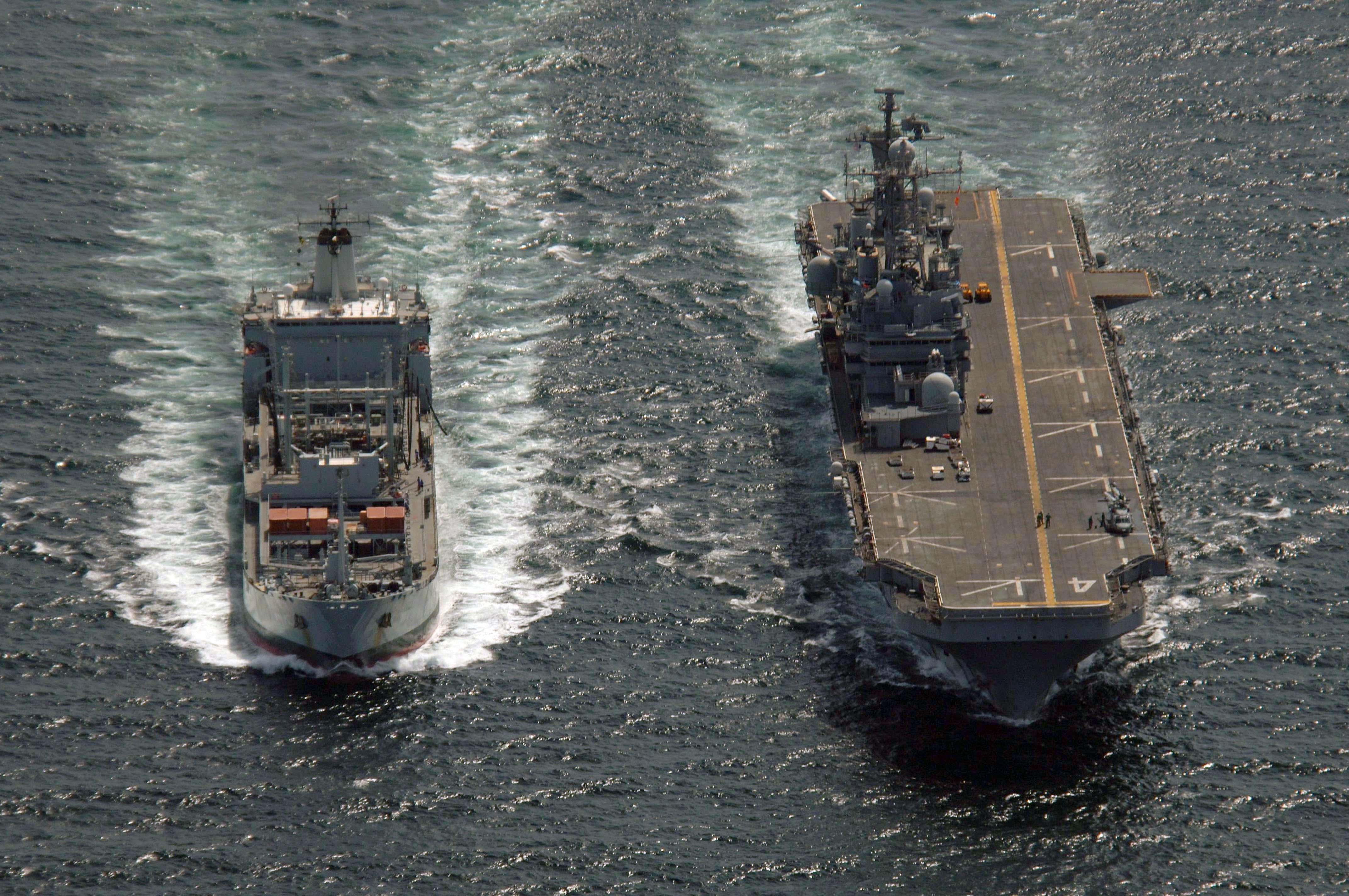
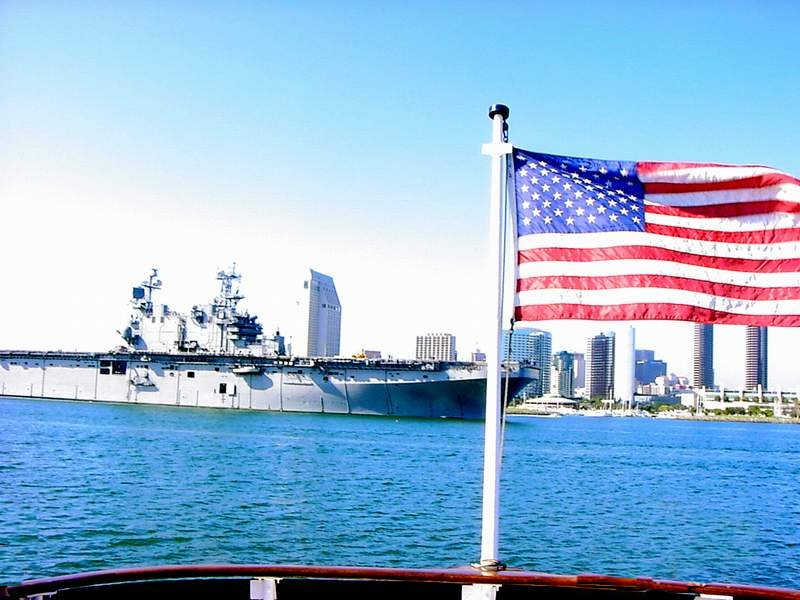
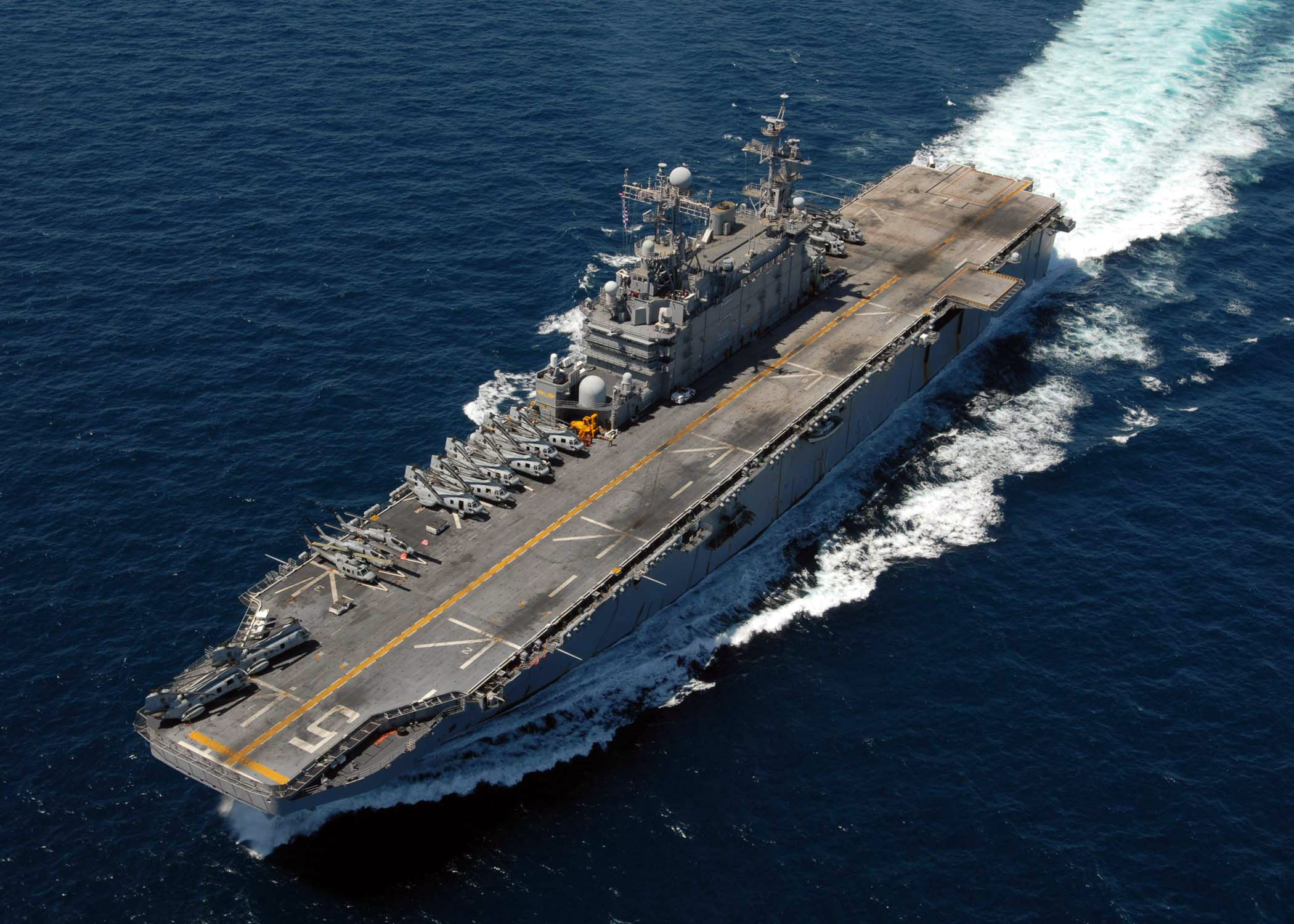
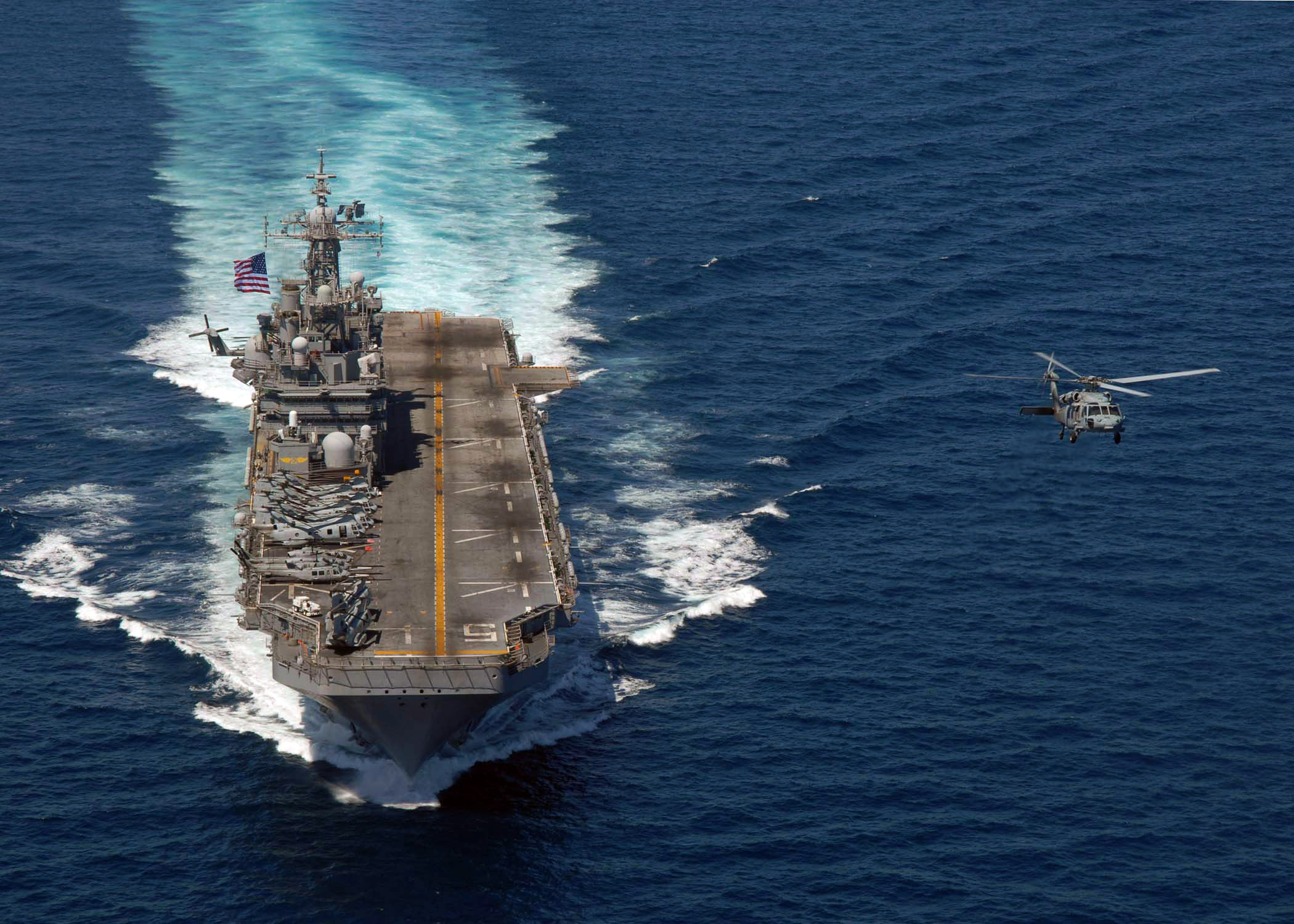
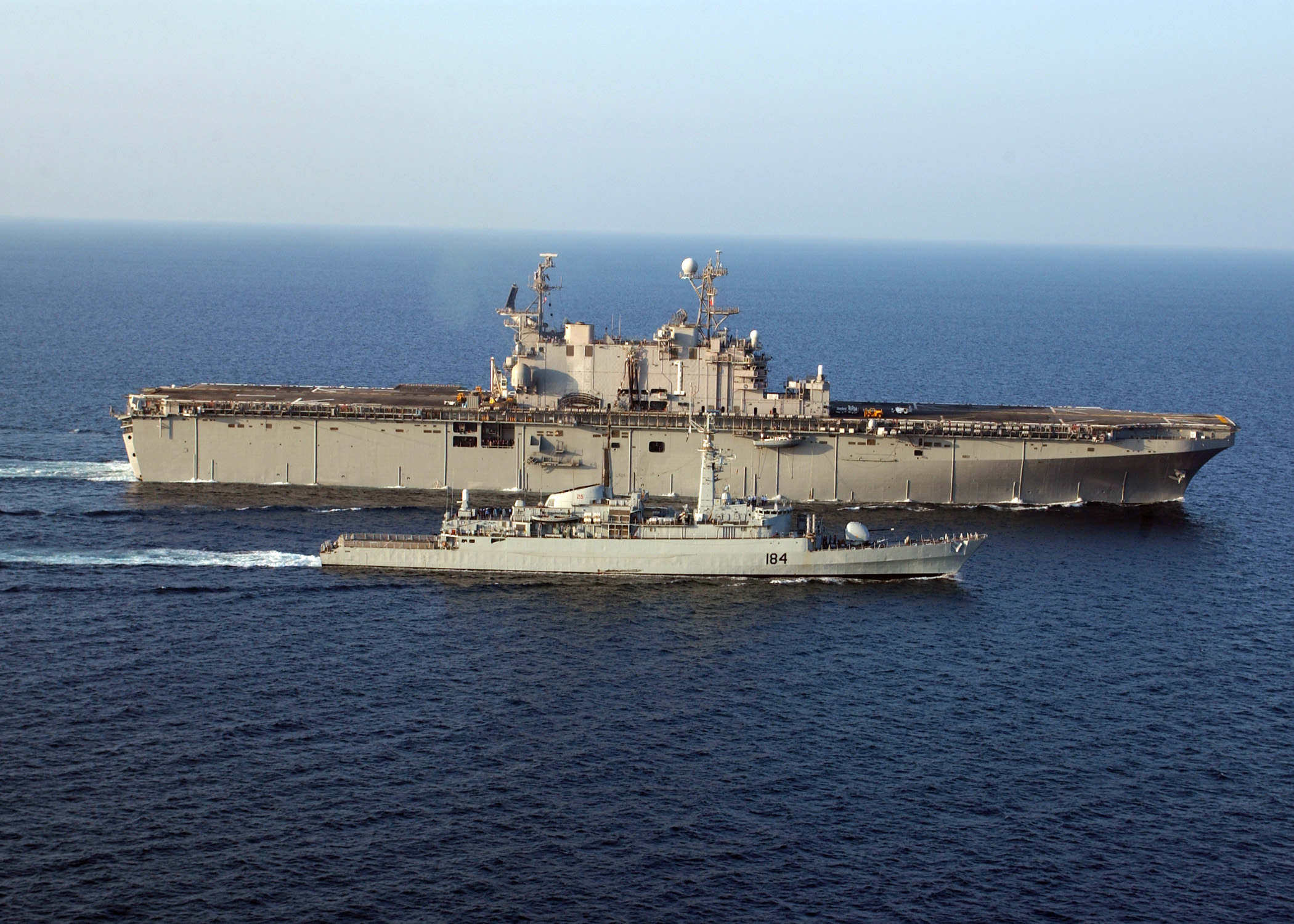
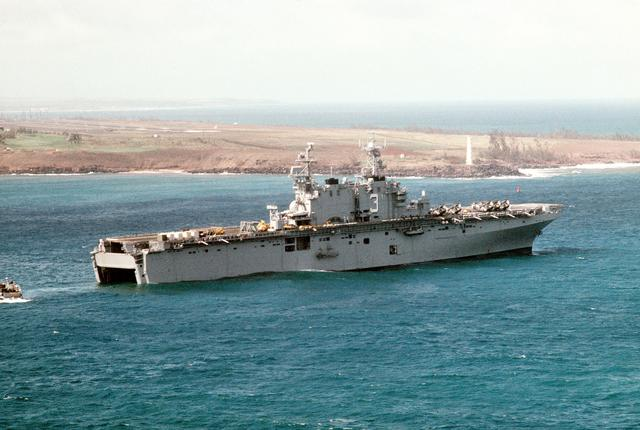
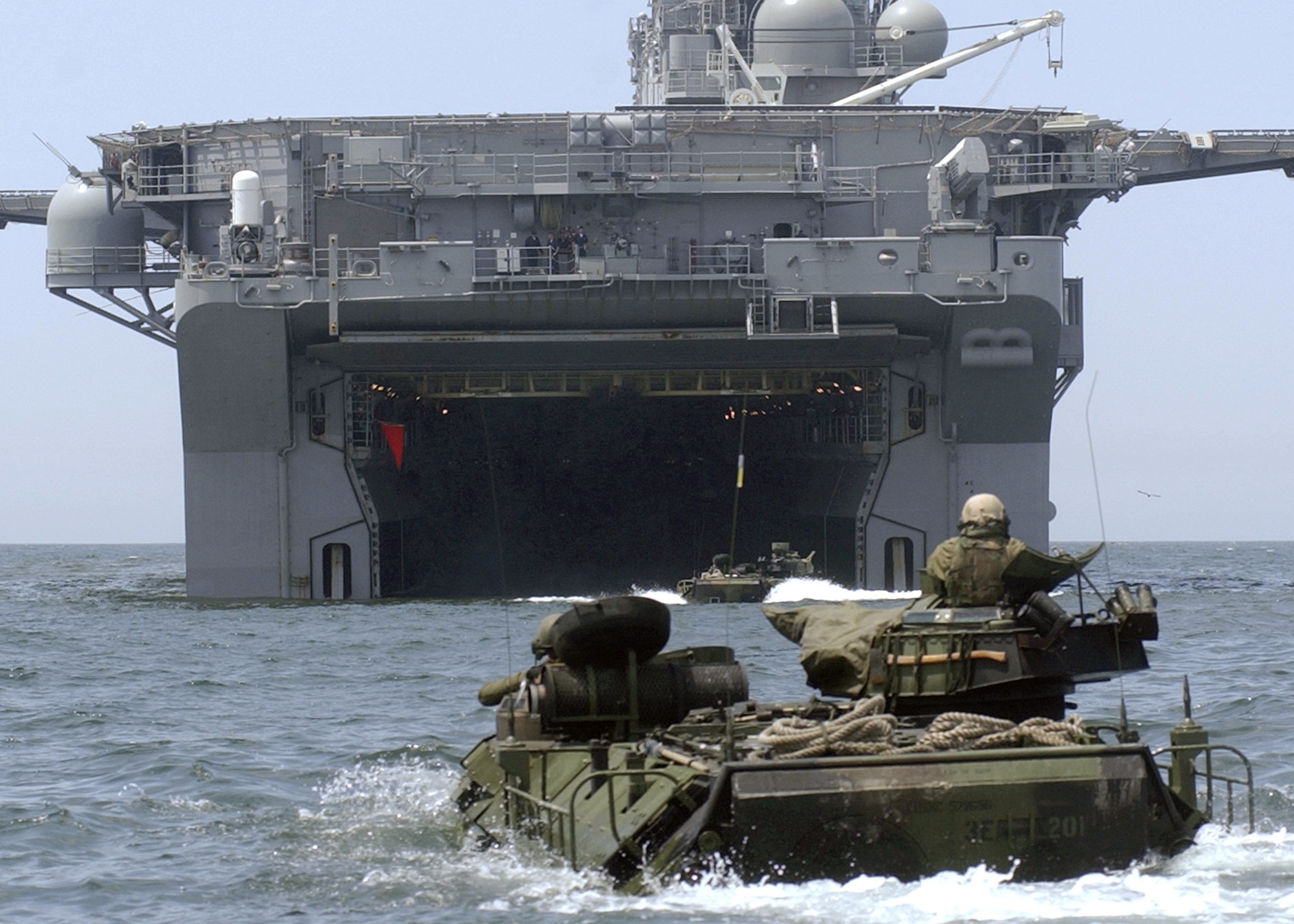
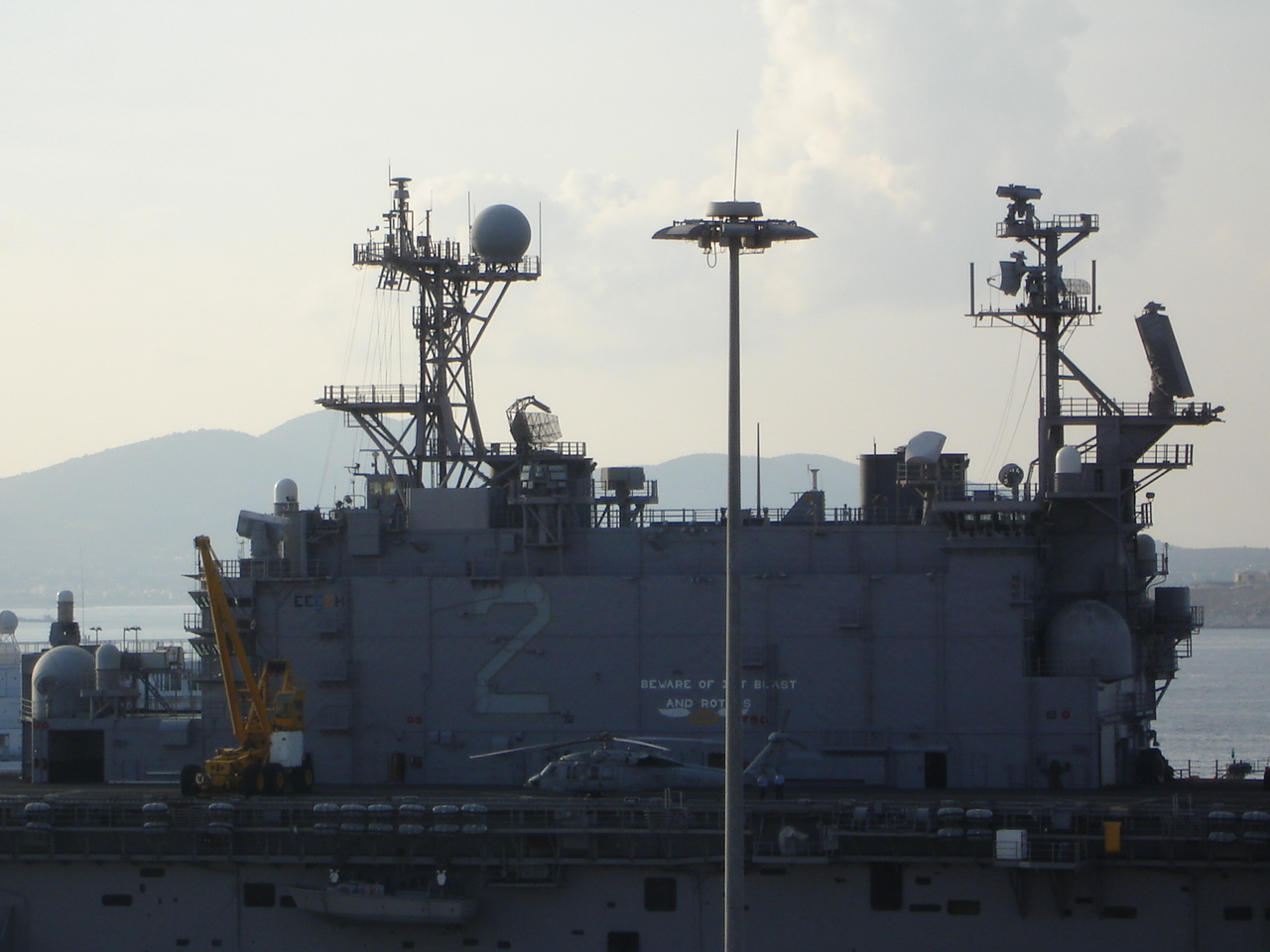
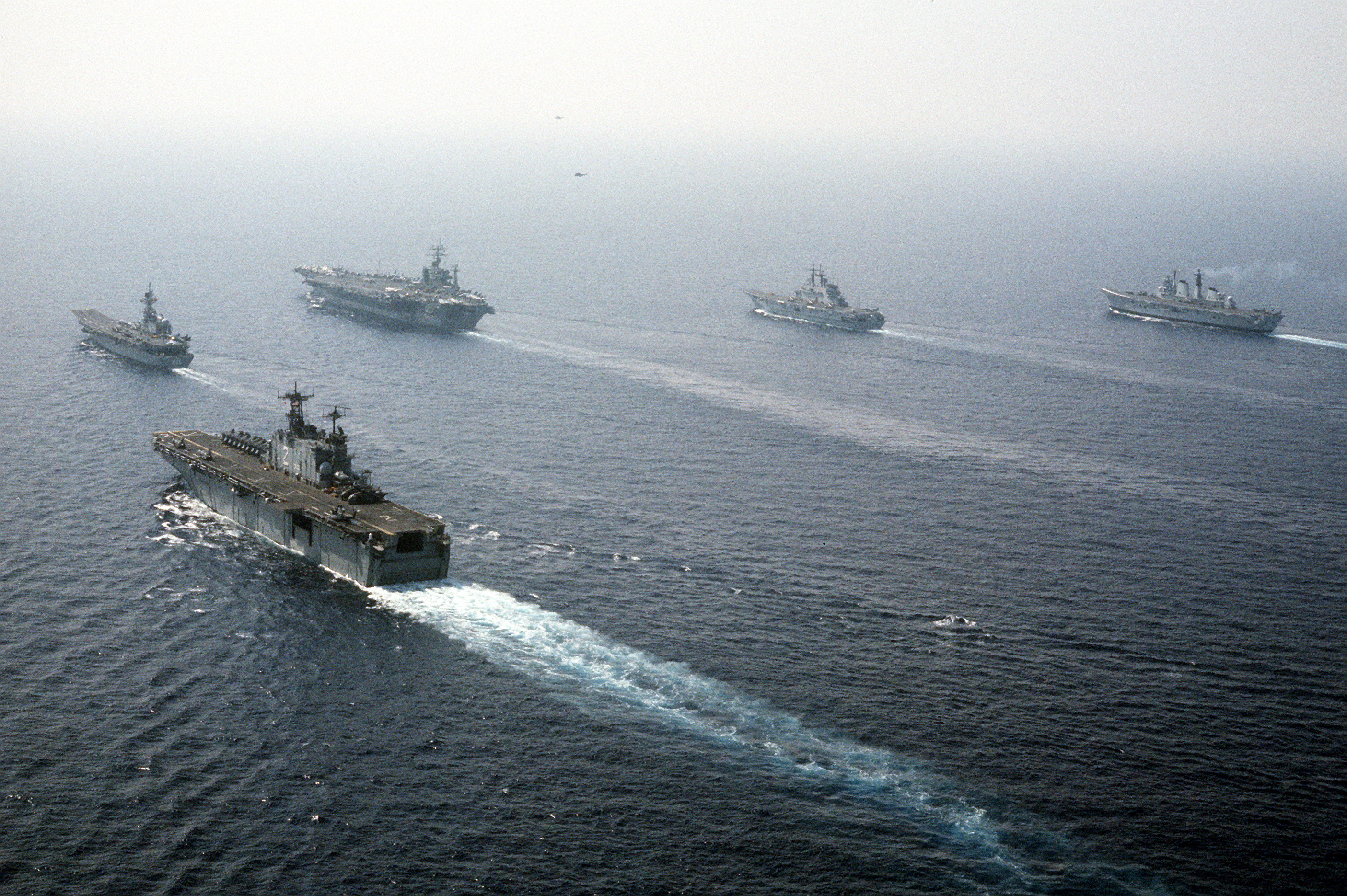
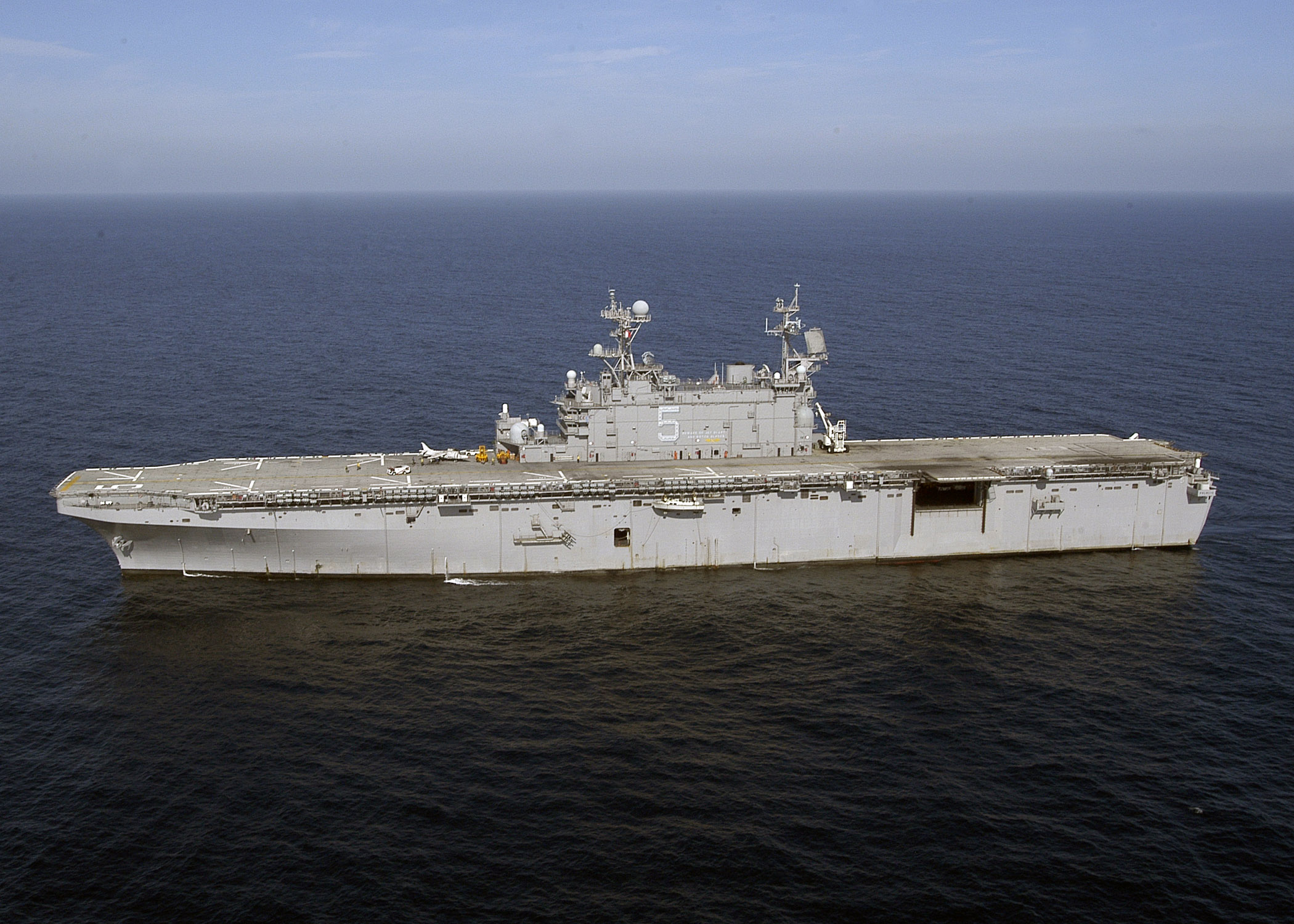
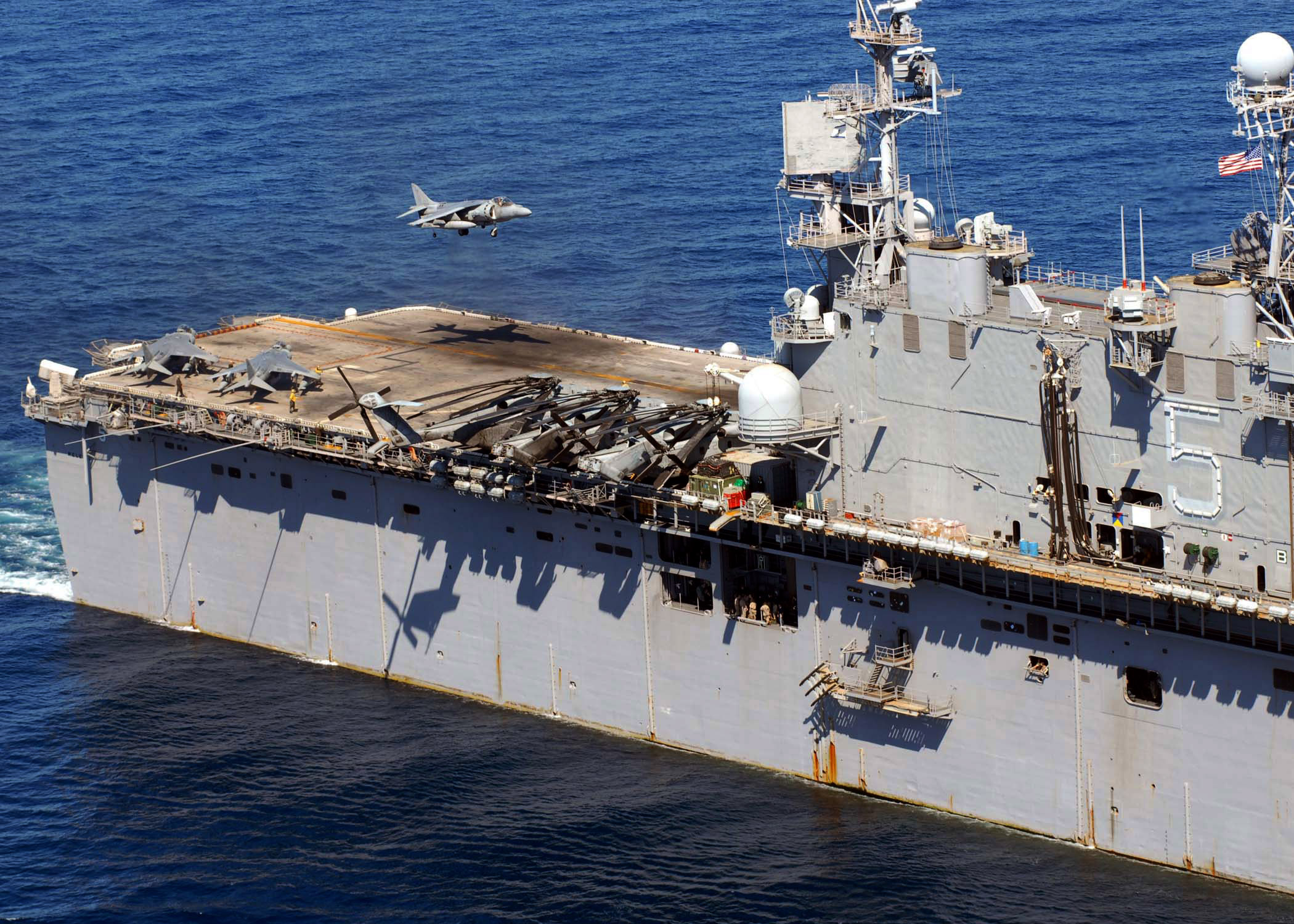
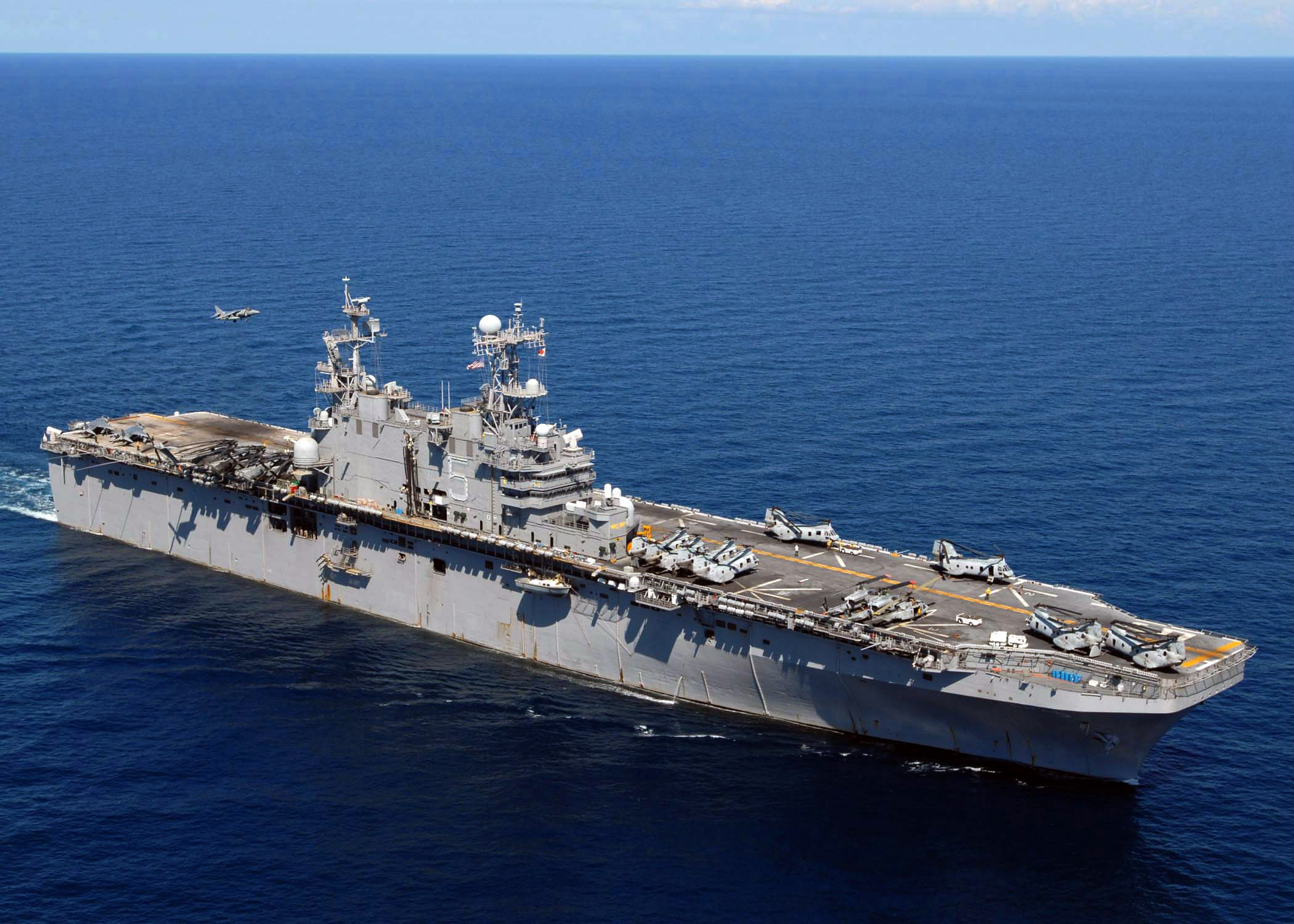